# Tjur
En tjur är en könsmogen individ av hankön av nötkreatur, En kastrerad tjur benämns oxe om den är tre 3 år eller äldre. En kastrerad tjur yngre än så benämns stut. Tjurar med fint avelsvärde får oftast bli avelstjurar.

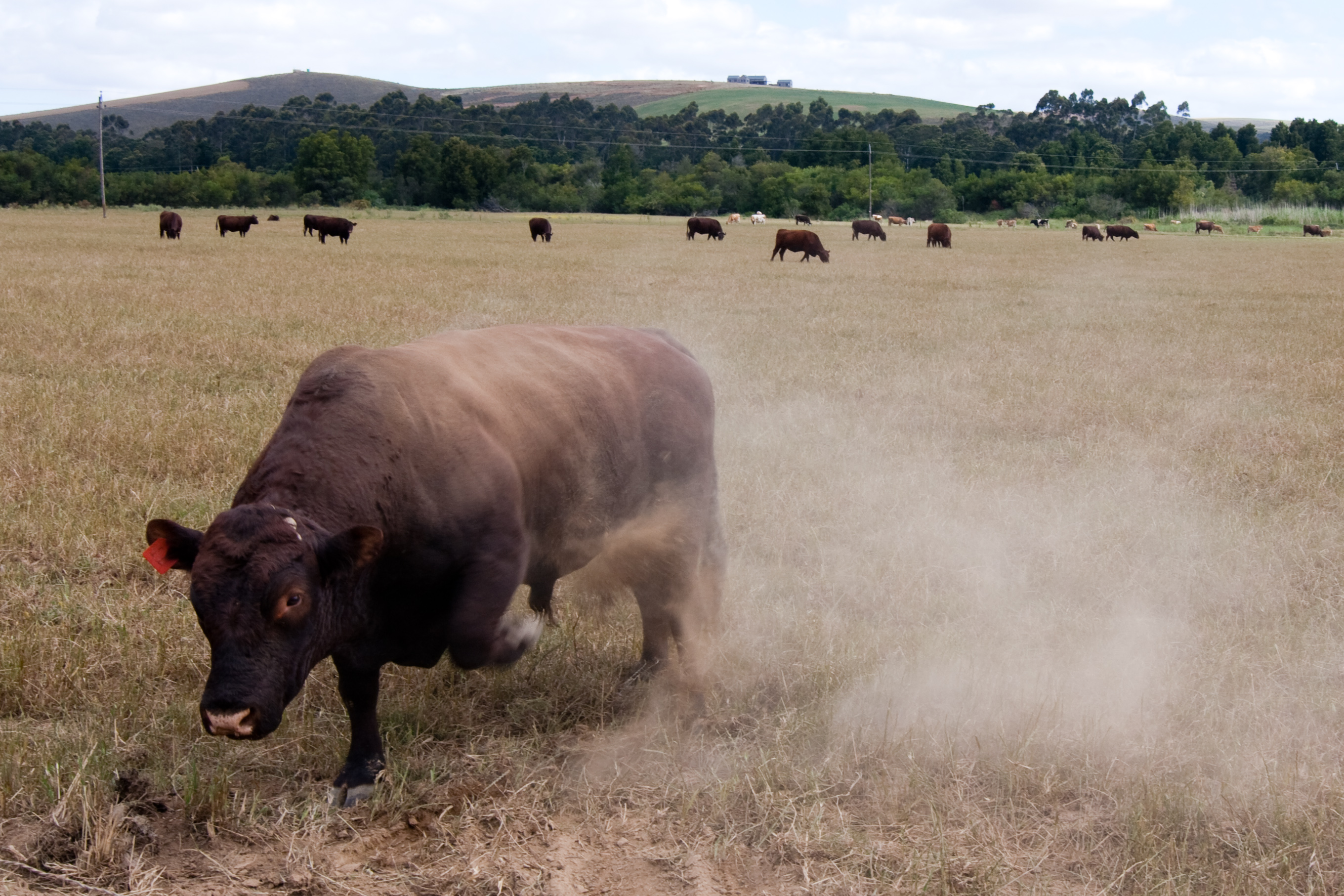
En tjur sparkar upp jord för att hota en fiende.
- En tjur betäcker en kviga.

## Andra arter
Ordet tjur används även för handjur av andra oxdjur, samt älg med flera hovdjur.